# Compuesto bioactivo
Un compuesto bioactivo es un compuesto que ejerce efectos biológicos en organismos vivos, células o tejidos. A menudo son nutrientes no esenciales, como polifenoles, terpenoides, alcaloides, o péptidos, que promueven el crecimiento sano o la prevención de enfermedades. Estas sustancias, suelen brindar beneficios para la salud como propiedades antioxidantes, antiinflamatorias o antimicrobianas, adicionales a su valor nutritivo.
En general son metabolitos secundarios de origen vegetal, animal o microbiano, que, aun presente en pequeñas cantidades, puede activar o inhibir procesos celulares, generando efectos farmacológicos o fisiológicos en el organismo. Los bioactivos pueden interactuar con múltiples rutas celulares, actuando como antioxidantes o moduladores del sistema inmune, mientras que otros inhiben procesos patológicos, por ejemplo, induciendo apoptosis en células tumorales o bloqueando enzimas de patógenos.

## Clasificación
La clasificación más común de los bioactivos se basa en su estructura química, la cual le confiere características y efectos biológicos específicos (antioxidantes, inmunomoduladores, etc.) que determinan sus aplicaciones. Entre las principales categorías se incluyen:
- Polifenoles: compuestos fenólicos como flavonoides, taninos y estilbenos.
- Terpenoides: incluyen monoterpenos, triterpenos y carotenoides (pigmentos vegetales).
- Alcaloides: compuestos nitrogenados de origen vegetal (p. ej. morfina, nicotina).
- Saponinas y glucósidos: glicosilados con propiedades tensoactivas.
- Esteroles vegetales: como fitosteroles y fitoestanoles (esteroides de plantas).
- Péptidos bioactivos: fragmentos proteicos con actividad fisiológica (en alimentos o venenos).
- Polisacáridos: complejos de carbohidratos (p. ej. β‑glucanos de hongos) con efectos inmunomoduladores.
- Otros compuestos: ácidos orgánicos aromáticos, isotiocianatos, entre otros metabolitos secundarios.